# Jan Kisza
Jan Kisza (ur. 2 września 1926 w Zamarskach, zm. 10 listopada 2016 w Olsztynie) – polski inżynier, technolog żywności i żywienia, profesor nauk rolniczych, profesor zwyczajny Uniwersytetu Warmińsko-Mazurskiego w Olsztynie. Specjalizował się w zakresie chemii i technologii mleczarskiej.

## Życiorys
Syn Jerzego i Anny. W 1940 ukończył szkołę powszechną. W 1943 jako mieszkańca Śląska Cieszyńskiego włączonego do Rzeszy, wcielono go do Wehrmachtu i odbywał służbę we Francji. W 1944 zdezerterował z armii niemieckiej. W tym samym roku pod przybranym nazwiskiem „Stanisław Lewiński” został wcielony do Polskich Sił Zbrojnych, w stopniu strzelca, i przydzielony do 8 Batalionu Strzelców Karpackich. W jego szeregach, w kwietniu 1945 walczył w bitwie o Bolonię. 
Po zakończeniu wojny powrócił do kraju. W 1947 rozpoczął naukę w Technikum Rolniczym w Czechowicach. Następnie studiował w Wyższej Szkole Gospodarstwa Wiejskiego w Cieszynie, a po jej przeniesieniu do Olsztyna w tamtejszej Wyższej Szkole Rolniczej, gdzie w 1953 otrzymał tytuł inżyniera, a w 1955 tytuł magistra. Już w 1952 podjął pracę w Katedrze Technologii Mleczarstwa WSR. W 1964 na podstawie napisanej pod kierunkiem prof. Józefa Janickiego rozprawy uzyskał stopień naukowy doktora. Stopień doktora habilitowanego uzyskał na podstawie oceny całokształtu dorobku naukowego i rozprawy pt. „Badania nad zmianami w składzie chemicznym mleka krów chorych na zapalenie wymion z uwzględnieniem jego przydatności do przerobu” w 1969. W 1976 został profesorem nadzwyczajnym, a w 1983 profesorem zwyczajnym. Zajmował stanowisko profesora zwyczajnego Uniwersytetu Warmińsko-Mazurskiego w Wydziale Nauki o Żywności w Katedrze Mleczarstwa i Zarządzania Jakością. Jednocześnie w latach 1977–1993 był pracownikiem Oddziału Technologii Żywności Akademii Rolniczej w Krakowie
W latach 1978–1981 był dziekanem Wydziału Technologii Żywności ART w Olsztynie, w latach 1972–1975 członkiem Rady Głównej Nauki i Szkolnictwa Wyższego, w latach 1984–1987 członkiem Centralnej Komisji Kwalifikacyjnej, w latach 1982–1984 dyrektorem Instytutu Inżynierii i Biotechnologii Żywności na Wydziale Technologii Żywności ART w Olsztynie, w latach 1984–1986 dyrektorem Instytutu Technologii Mleczarskiej tej uczelni.
W 2001 uzyskał tytuł doktora honoris causa Akademii Rolniczej im. Hugona Kołłątaja w Krakowie.
Wypromował 119 inżynierów, 494 magistrów i 25 doktorów, z których 8 zostało profesorami i rektorami. Wykonał ponad 100 recenzji, w tym 34 dorobku do tytułu naukowego, 40 prac doktorskich i 32 prac habilitacyjnych.

## Publikacje i patenty
Opublikował m.in. 186 rozpraw naukowych, 62 artykułów popularnonaukowych, miał 10 patentów i wydał 2 podręczniki. W 2016 opublikował książkę wspomnieniową pt. Dziedzictwo.

## Działalność społeczna
Był członkiem Synodu Kościoła Ewangelicko-Augsburskiego, kuratorem Rady Parafialnej Parafii Ewangelicko-Augsburskiej w Olsztynie i kuratorem Diecezji Mazurskiej tego Kościoła.
Działał w Oddziale Olsztyńskim Macierzy Ziemi Cieszyńskiej.
W 1999 był współzałożycielem Mazurskiego Towarzystwa Ewangelickiego i członkiem jego zarządu.

## Ordery i odznaczenia
- Krzyż Oficerski Orderu Odrodzenia Polski
- Krzyż Kawalerski Orderu Odrodzenia Polski
- Medal Komisji Edukacji Narodowej
- Odznaka Weterana J.W. Króla Anglii
- Medal za Wojnę 1939–1945
- Gwiazda Italii
- Patent i Odznaka „Weteran Walk o Wolność i Niepodległość Ojczyzny”[3]

## Życie osobiste
Jego żona zmarła w 1991. Miał dwie córki: Halinę Kubiak, lekarza w Olsztynie, i Annę Mazur, archeologa w Krakowie.